# Castelcucco
Castelcucco – miejscowość i gmina we Włoszech, w regionie Wenecja Euganejska, w prowincji Treviso.
Według danych na rok 2004 gminę zamieszkiwało 1867 osób, 233,4 os./km².